# Pavel Kondr
Pavel Kondr (Plzeň, 25 de março de 1942) é um ex-ciclista olímpico tchecoslovaco. Representou sua nação nos Jogos Olímpicos de Verão de 1968, na prova de perseguição por equipes.